# 196 ق م
196 ق م أو 196 قبل الميلاد هي سنة من العقد 19 ق م في التقويم اليولياني البروليبتي (التقويم الميلادي). تسبقها سنة 197 ق م وتليها سنة 195 ق م.

## أحداث

### حسب المكان

#### الجمهورية الرومانية
- هزيمة الرومان للإنسوبريين وهم الجاليون الذين كانوا يقطنون وادي بو حيث كان الرومان يظننون أن قرطاج شجعتهم على الثوران.
- فلامينينوس يتهم الحاكم الأسبرطي نابيس بالطغيان، ويستولي على غيثيو في منطقة لاكونيا ويجبر نابيس على التنازل عن آرغوس.

#### الأناضول
- تأسيس يومينس الثاني لمكتبة في بيرغامون وفقاً لما أورده الباحث والكاتب الروماني ماركوس تيرينتيوس فارو في هذا الوقت تقريباً، ويؤدي كذلك الحظر الذي فرضه بطليموس الخامس على ورق البردي إلى اختراع مادة البرشمان.

#### مصر القديمة
- إنشاء حجر رشيد. وهذا الحجر عبارة عن لوحة تذكارية تعود للحقبة البطلمية حيث أن الحجر مكتوب بنصين باللغة المصرية (النص الهيرغليفي والنص الديموطيقي) ومكتوب باليونانية الكلاسيكية. أظهرت ترجمة القسم اليوناني من الحجر أن الكتابات عليه هي عبارة عن مرسوم ملكي يسجل المنافع العائدة على مصر من من قبل الفرعون بطليموس الخامس في وقت حفل تتويجه. سيقدم هذا الحجر فيما بعد المفتاح لفك النص الهيرغليفي أو الرسمي الصوري للغة المصرية القديمة. كما يكشف المرسوم المكتوب عن تزايد التأثير الذي فرضه سكان مصر القديمة الأصليون في أمور عدة مثل إسقاط الديون المستحقة والضرائب وإطلاق سراح السجناء والعفو عن المتمردين الذين أعلنوا استسلامهم ومنح مزيد من الاستحقاقات إلى المعابد.

#### الإمبراطورية السلوقية
- جيش أنطيوخوس الثالث يعبر الدردنيل إلى تراقيا، وهنالك يدَّعي سيادته على المنطقة التي نالها سلوقس الأول عام 281 ق م. وينشب نتيجة هذا حرب من المضايقات والمناوشات الدبلوماسية مع روما. ويبعث الرومان سفراء يطلبون من أنطيوخوس الابتعاد عن اليونان وتحرير جميع المجتمعات المتمتعة بالحكم الذاتي في الأناضول. وكان يعني وفاء أنطيوخوس الثالث بهذه المطالب أن يتنازل الأخير عن القسم الغربي من الإمبراطورية السلوقية. ولهذا فيقابل أنطيوخوس مطالب الرومان بالرفض.

## وفيات
- إراتوستينس

## كتب
- Yves Denis Papin (1998). Chronologie de l'histoire ancienne. Lieu de publication non identifié: Éditions Jean-paul Gisserot. ISBN:2-87747-346-5. OCLC:40746926. مؤرشف من الأصل في 2022-03-16.
- أحمد محمد عوف (2000)، موسوعة حضارة العالم، QID:Q12246226

## وصلات خارجية
- صفحة السنة على موقع onthisday.com
- سنة 196 ق م على موقع المكتبة الوطنية الفرنسية